# Klangschale

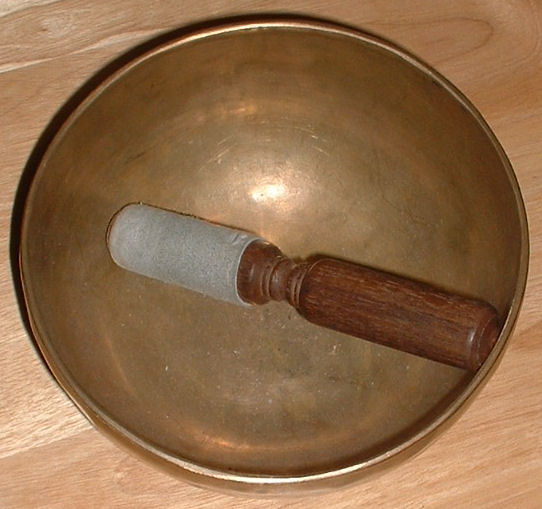
Klangschale und Klöppel mit Filzbezug

Eine Klangschale ist eine Schale, meist aus Bronze, die angeschlagen oder angerieben Töne erzeugt.
In den westlichen Ländern sind Klangschalen ein beliebtes Utensil bei Anhängern der Esoterik und bei Meditationen. Neben der Anwendung bei Meditationen werden sie in der sogenannten Klangtherapie genutzt. Seltener ist der Einsatz als reines Musikinstrument.

## Bauarten und Ursprung
Der Querschnitt von Klangschalen kann zwischen ungefähr halbkugelförmig bis gongartig liegen, mit einem mehr oder weniger flachen Boden und mehr oder weniger nach innen geneigten Rändern. Der Durchmesser einer Klangschale variiert zwischen 10 und über 50 Zentimetern, die Wanddicke zwischen etwa 0,5 und 5 Millimetern.
Klangschalen sind ursprünglich ein traditionelles Küchengeschirr aus dem fernöstlichen Raum, vornehmlich aus Tibet, Nepal, China, Japan und Indien. Für die in der westlichen Esoterik-Szene verbreitete Auffassung, dass die Schalen im traditionellen buddhistischen Ritualwesen eine Rolle spielten, gibt es laut Colin Goldner keine Belege. Laut Emma Martin wurden Klangschalen erst in den 1960er Jahren für den Verkauf an jene westlichen Touristen erfunden, die im Kontext des Hippie Trails die Stätten des tibetischen Buddhismus in Indien aufsuchten. Klangschalen würden weder in älteren buddhistischen Texten noch in ethnographischen Abhandlungen erwähnt. Sie fänden sich auch nicht in den vor 1959 entstandenen Tibet-Sammlungen westlicher Museen. Klangschalen seien daher als ein Beispiel für eine „erfundene Tradition“ nach Eric Hobsbawm anzusehen.
Im traditionellen Zen-Buddhismus werden jedoch ähnliche Instrumente verwendet. Das Keisu ist eine Standglocke in Form einer großen Klangschale, die als Begleitung zu Rezitationen geschlagen wird. Andere Bezeichnungen sind Kin und Dobachi. Das Inkin ist eine Stiel-Glocke, die in ihrer Form und Funktion einer Klangschale auf einem Stiel entspricht. Sie wird verwendet, um den Beginn und das Ende von Abschnitten des Zazen anzuzeigen oder Rezitationen einzuläuten.

## Spielweise

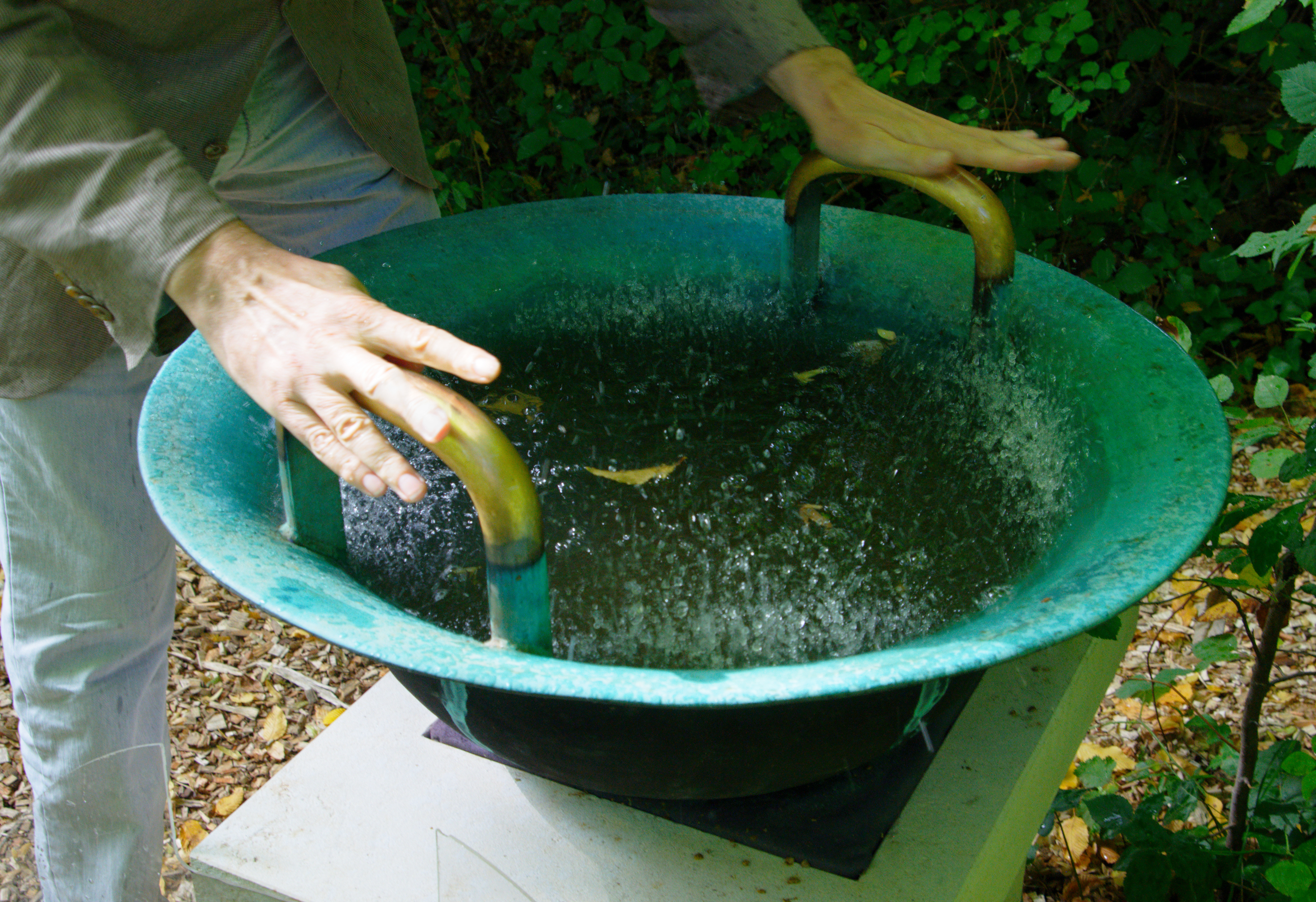
Wasserspringschale im Darmstädter Vortexgarten Mathildenhöhe. Durch die Vibration der Schale gerät auch das Wasser in Schwingung und spritzt schließlich auf.

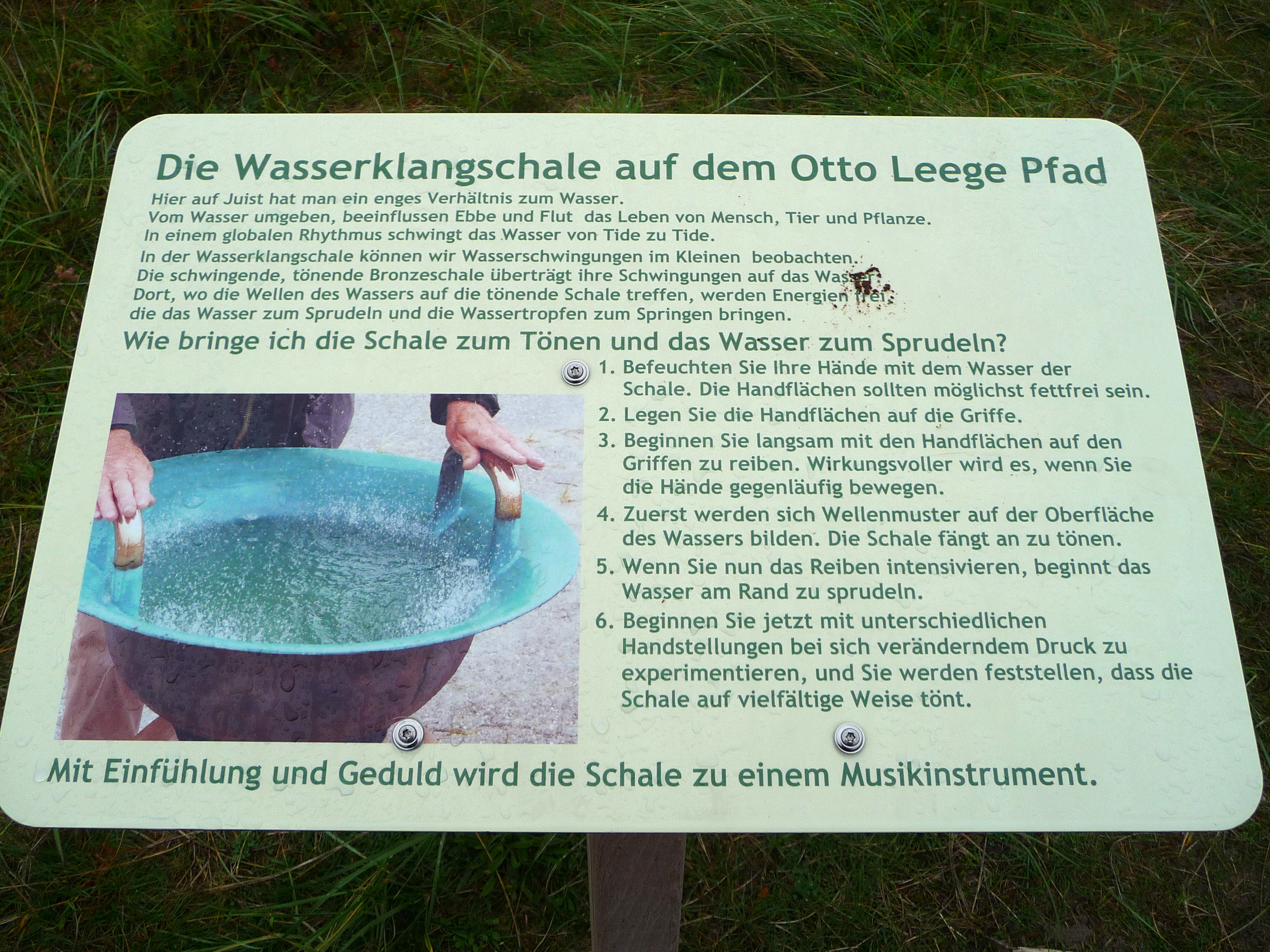
„Gebrauchsanleitung“ für die Wasserspringschale auf dem Otto-Leege-Pfad auf der ostfriesischen Nordseeinsel Juist (Niedersachsen, Deutschland)

Es gibt je nach Bauart unterschiedliche Möglichkeiten, eine Klangschale zu spielen:
1. Die Klangschale wird mit einem hölzernen Klöppel am Rand oder an der Außenseite gerieben, dergestalt, dass der senkrecht gehaltene Klöppel von außen um die Schale geführt und dabei immer in Richtung Mitte gegen die Schale gepresst wird. Ähnlich wie bei einem Weinglas, das mit nassem Finger gerieben wird, entsteht ein singender, durchdringender Ton. Je nach Stärke des ausgeübten Drucks, der Entfernung des reibenden Klöppels zum Rand, und der Art des Untergrunds, auf dem die Schale steht, können verschiedene Obertöne hörbar werden. Hörbeispielⓘ/?
2. An der Schale befestigte Messingbügel werden mit nassen Fingern oder der nassen Handfläche gerieben.
3. Die Klangschale wird mit einem Klöppel angeschlagen, am besten oben kurz unterhalb des Randes. Die Töne können je nach verwendetem Klöppel (ungepolstert oder gepolstert), der Klangschalenform und -größe sehr dunkel oder sehr hell sein. Klangschalen sind sehr weit zu hören, ähnlich, aber nicht so weit wie Glocken, und mit weicherem Klang. Hörbeispielⓘ/?

## Herstellung

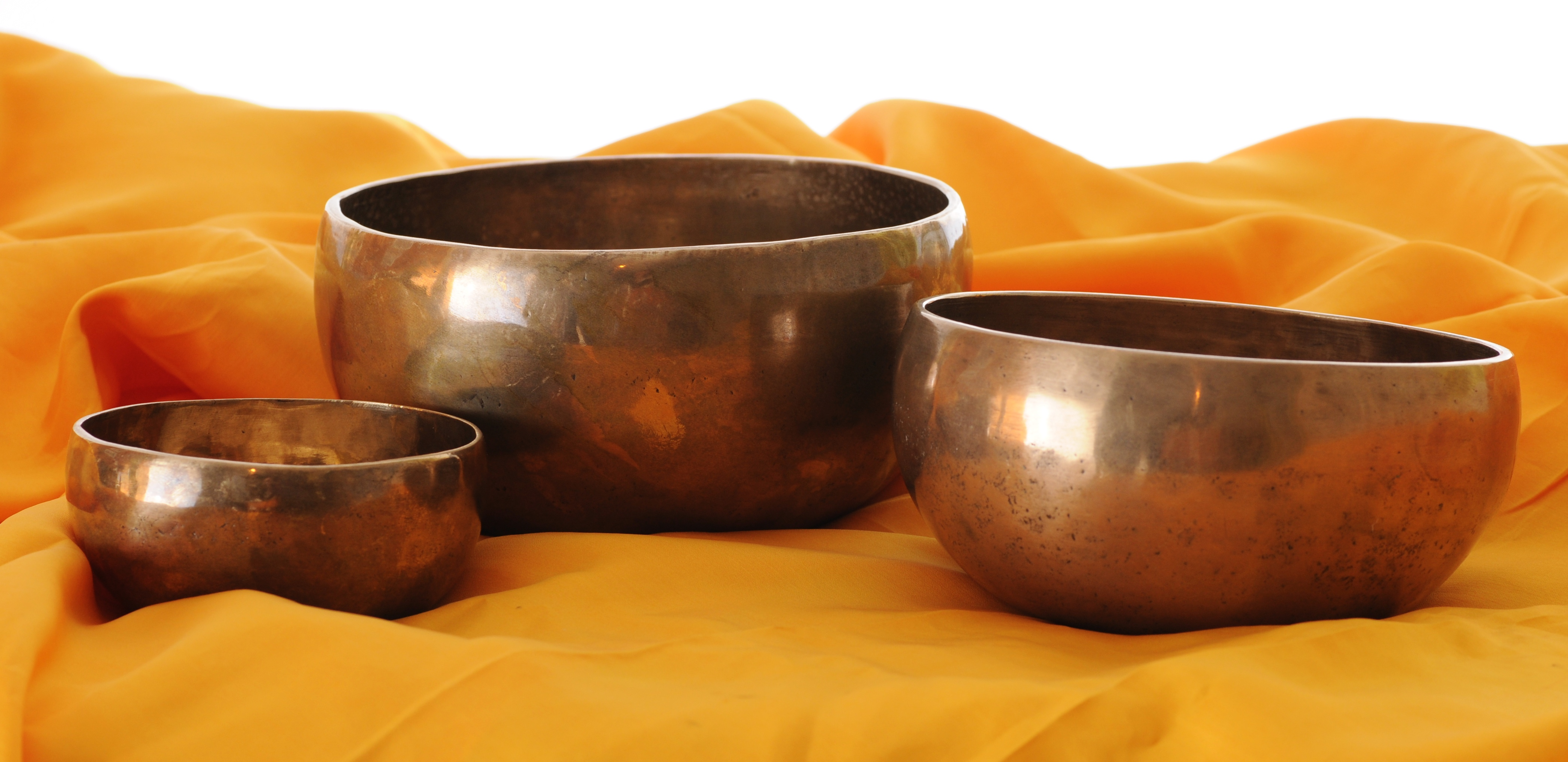
Klangschalen zwischen 10 und 20 cm Durchmesser

Klangschalen bestehen traditionell aus einer Legierung aus Kupfer und Zinn (Bronze) und können darüber hinaus eine Reihe von Begleitmetallen enthalten (z. B. Eisen, Zink, Blei, Arsen und Antimon sowie Spuren von Silber, Gold, Selen und Tellur). In alten Klangschalen wurden weniger gründlich raffinierte Metalle eingesetzt, so dass hier mehr Begleitmetalle vorkommen. Aussagen, wonach Klangschalen fünf, sieben, neun oder zwölf Metalle enthalten, beruhen offenbar nicht auf metallurgischen Analysen, sondern auf einem Mythos.
Bei der Herstellung wird das Metallgemisch geschmolzen und in kleinen Mengen in Gussformen gefüllt. Aus dem flachen, runden Metall-Rohteil wird die Klangschale unter Hitze in Form getrieben und anschließend poliert. Der Preis einer Klangschale richtet sich nach ihrem Gewicht und liegt typischerweise zwischen 50 und 800 €.
Die handwerkliche Fertigung der Schalen wurde in der Himalaya-Region zwischen 1900 und 1940 fast völlig aufgegeben und erst in jüngerer Zeit wegen Nachfrage aus dem Westen wiederaufgenommen. Aus Kostengründen werden Klangschalen heutzutage jedoch meist aus einer wesentlich günstigeren Messinglegierung gefertigt, oder sie werden lediglich gegossen.
In jüngerer Vergangenheit werden auch Klangschalen aus Quarz angeboten. Zur Herstellung wird der Quarz eingeschmolzen und daraus dann die Schale mittels einer Zentrifuge geformt.

## Verwendung in der westlichen Esoterik-Szene

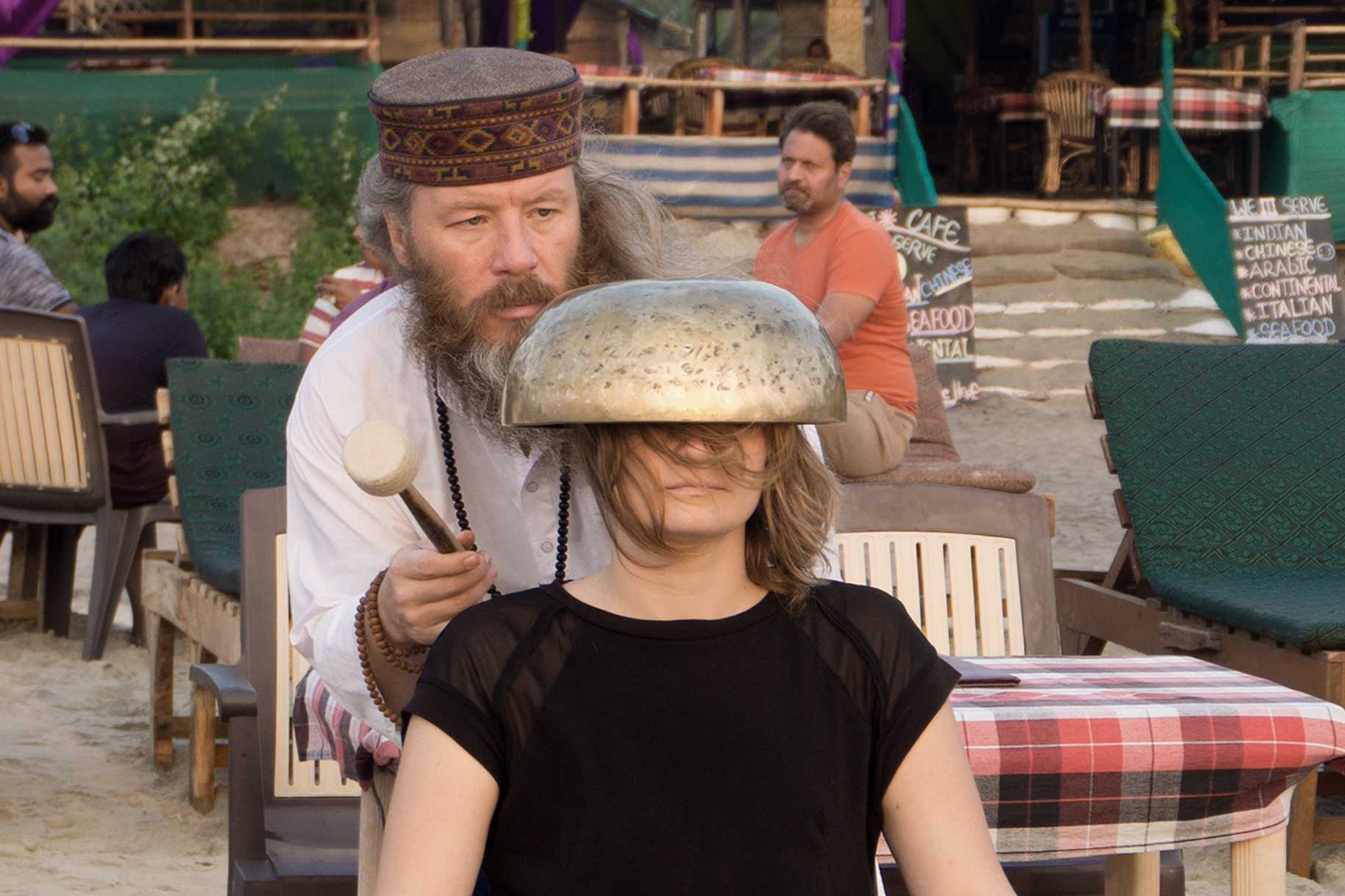
Ritual mit einer Klangschale an einem Strand in Goa (2019)

Dem Klang der Schalen werden in der westlichen Esoterik-Szene zahllose präventive und heilende Wirkungen zugeschrieben, für die es jedoch keine wissenschaftlichen Belege gibt. Für eine Therapie werden die Klangschalen auf den Körper aufgesetzt und mit einem Klöppel angeschlagen.
Die verbreiteten Planetenschalen klingen in jeweils einem von der Umlauf- oder Rotationsfrequenz eines Planeten unseres Sonnensystems abgeleiteten Planetenton. Die Klangschalen von acht oder neun Planeten werden noch ergänzt durch Schalen für die Erdschwingungen, die Mondschwingungen, die Gravitationslänge der Sonne und andere. Diese Schalen werden Tierkreiszeichen oder Chakren zugeordnet. Auch hierfür existiert kein wissenschaftlich fundierter Beleg.

## Verwendung in der Musik
Die französische Chanson-Sängerin Zaz verwendet Klangschalen während ihrer Konzerte. Aus mehreren Klangschalen sind Schalenglocken (englisch bell tree) aufgebaut.